# 海軍節 (智利)

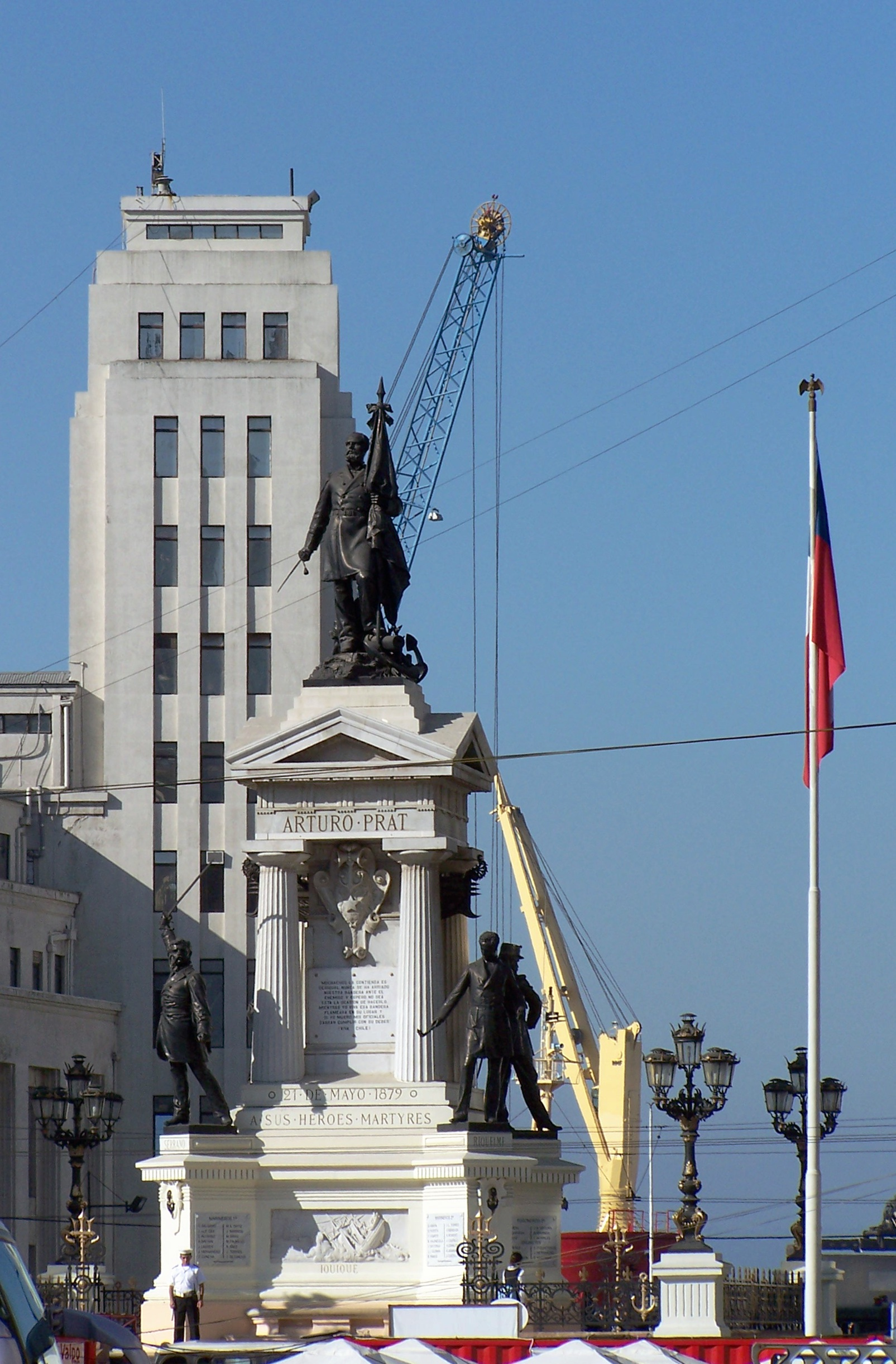
智利瓦爾帕萊索索托馬約爾廣場上的伊基克英雄紀念碑。

海軍節（西班牙語：Día de las Glorias Navales，字面意思為海軍榮耀日）是智利的國定假日，於每年5月21日慶祝。選擇這一天是為了紀念硝石戰爭期間發生在1879年5月21日的伊基克戰役。這一天是法定假日，在2016年之前是智利共和國總統年度聲明（La Cuenta Anual del Presidente de la República de Chile）的傳統日，直到2017年被移到6月1日，以避免在這一天發生重大抗議活動（2019年恢復了這一做法）。